# Jewgeni Alexandrowitsch Mursin

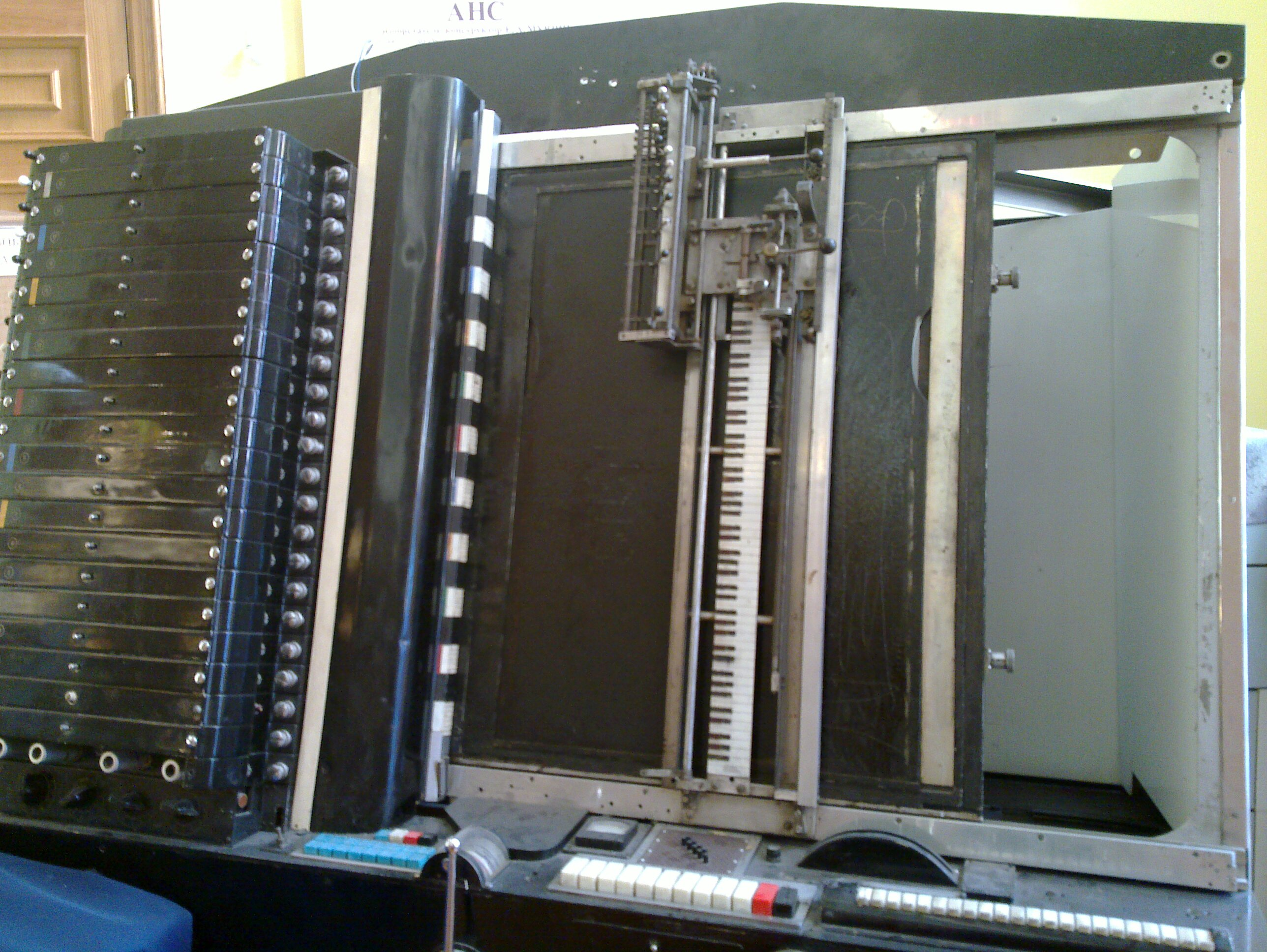
Der ANS im Glinka-Museum (Mai, 2013)

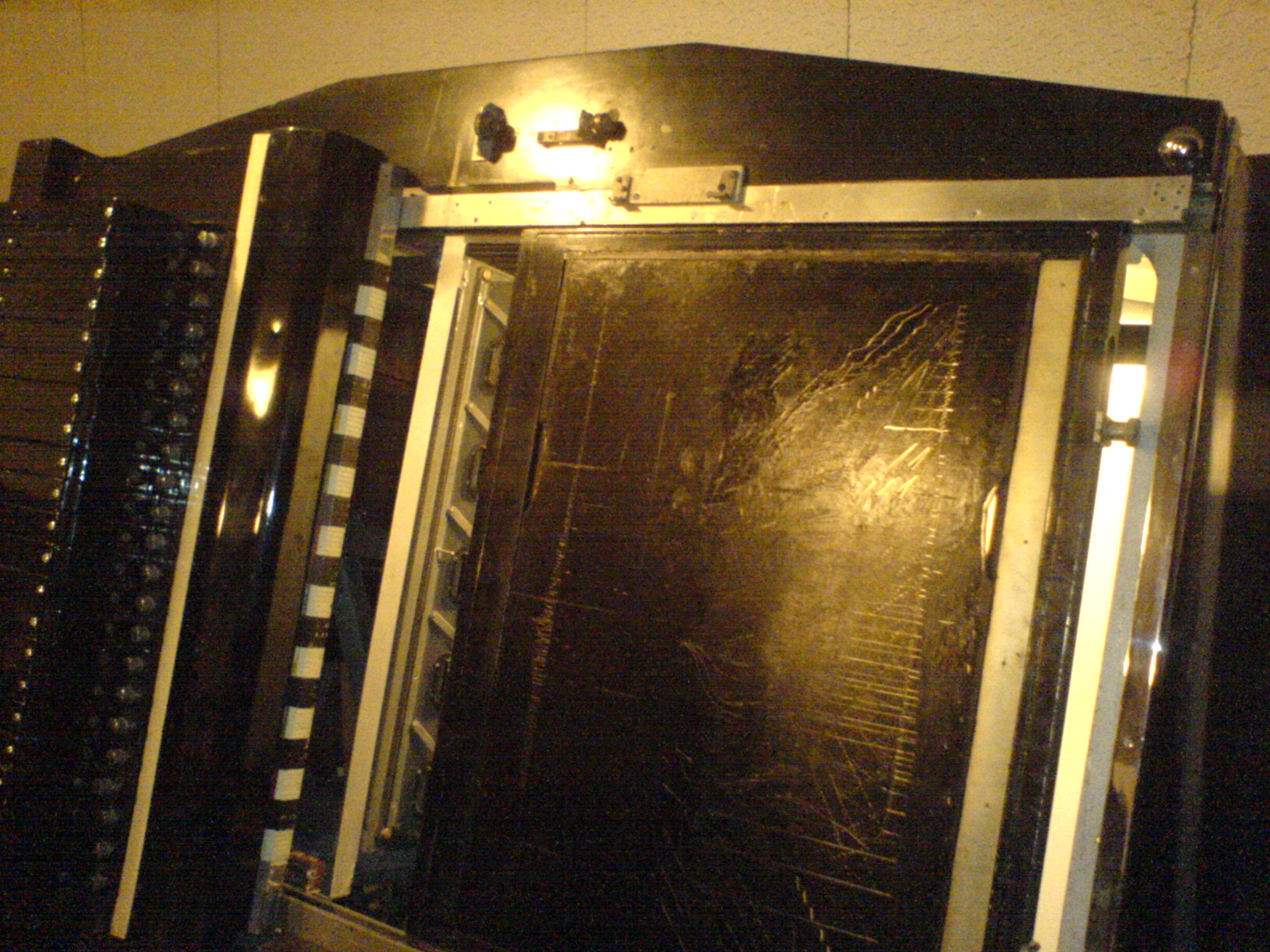
Der ANS im Theremin Center (Feb. 2006)

Jewgeni Alexandrowitsch Mursin (russisch Евгений Александрович Мурзин; * 25. Oktober 1914 in Samara; † 27. Februar 1970 in Moskau) war ein russischer Ingenieur und Erfinder des ANS-Synthesizers.

## Biographie
Mursin studierte ab 1933 Bauwesen am Moskauer Institut für Ingenieure. 1941 trat er der sowjetischen Armee als technischer Oberleutnant mit der Spezialisierung auf Instrumentenbau bei. Dort absolvierte er Kurse für Militärtechniker an der Dzerzhinsky-Akademie und war u. a. für die Entwicklung eines Flugabwehrdetektors und anderer Feuerleitgeräte verantwortlich.
Nach dem Krieg studierte er an der Höheren Technischen Hochschule in Moskau und schloss mit einer Dissertation im Bereich militärischer Instrumentierung ab. Später beschäftigte er sich mit der Entwicklung von Schallabtastgeräten der Bodenartillerie und Methoden, um Abfangjäger auf feindliche Bomber zu richten. Ab 1949 war Mursin stellvertretender Chefkonstrukteur für Steuerungen der Kampfflugzeuge. 
Mursin stand zunächst der Jazz-Musik nahe, kam aber dann zu den Werken Alexander Skrjabins und war ebenfalls von dessen Ideen und Konzepten synästhetischer Musik begeistert. Diese inspirierten ihn zu seinem ersten Projekt, dem "Universal Synthesizer".

## Mursins ANS-Synthesizer
Im Jahr 1938 erfand er bereits einen Entwurf für ein Musikinstrument, das Komponisten die Synthese komplexer musikalischer Klänge aus einer begrenzten Anzahl reiner Töne ermöglichen sollte. Dieses vorgeschlagene System sollte Musik ohne direkte Beteiligung von Musikern oder weiterer Musikinstrumente aufführen können. Die technologische Grundlage seiner Erfindung war die in der Kinematographie angewandte Methode der fotooptischen Tonaufnahme, die es ermöglichte, ein sichtbares Bild einer Schallwelle zu erhalten, aber im Gegenzug auch einen Ton aus einer künstlerisch gezeichneten Schallwelle in grafischer Form zu erzeugen.
Trotz der scheinbar einfachen Idee, einen Klang aus seinem sichtbaren Bild zu konstruieren, erfolgte die technische Realisierung des ANS als Musikinstrument erst 20 Jahre später. Mursin war ein Ingenieur, der in Bereichen arbeitete, die nichts mit Musik zu tun hatten und die Entwicklung des ANS-Synthesizers war ein Hobby. Er hatte viele Probleme, die Ideen praktisch umzusetzen. Erst im Jahre 1958 war Mursin in der Lage, ein Labor einzurichten und eine Gruppe von Ingenieuren und Musikern zu versammeln, um den ANS zu entwerfen, darunter z. B. Andrej Aramasow, Boris Yankowsky, Evgeny Sholpo.

### Verwender
- Mursins Synthesizer wurde u. a. benutzt von Alfred Schnittke, Stanislav Kreichi,[3] Sofia Gubaidulina, Edward Artemyev und einigen weiteren Komponisten der experimentellen russischen Musik
- Ein großer Teil der Musik für Andrey Tarkovskys Film Solaris aus dem Jahre 1972 wurde von Artemyev mit dem ANS erzeugt.[4]
- Im Jahre 2004 veröffentlichte die britische Band Coil ein Album ANS auf dem sie den ANS benutzten.[5]

## Dokumentation
- Yevgeny Murzin – Master of the Synthesiser – Cast Iron Productions, for BBC World Service[6][7]